# ウォルフ1069
ウォルフ1069とは、太陽系からはくちょう座の方向に31.2光年 (9.6 pc)離れた位置に存在する赤色矮星である。質量は太陽の17%、半径は太陽の18%で、温度は3,158 K (2,885 °C; 5,225 °F)、150~170日のゆっくりとした自転周期を持っている。1つの既知の太陽系外惑星が周囲を公転していることが知られている。

## 惑星系

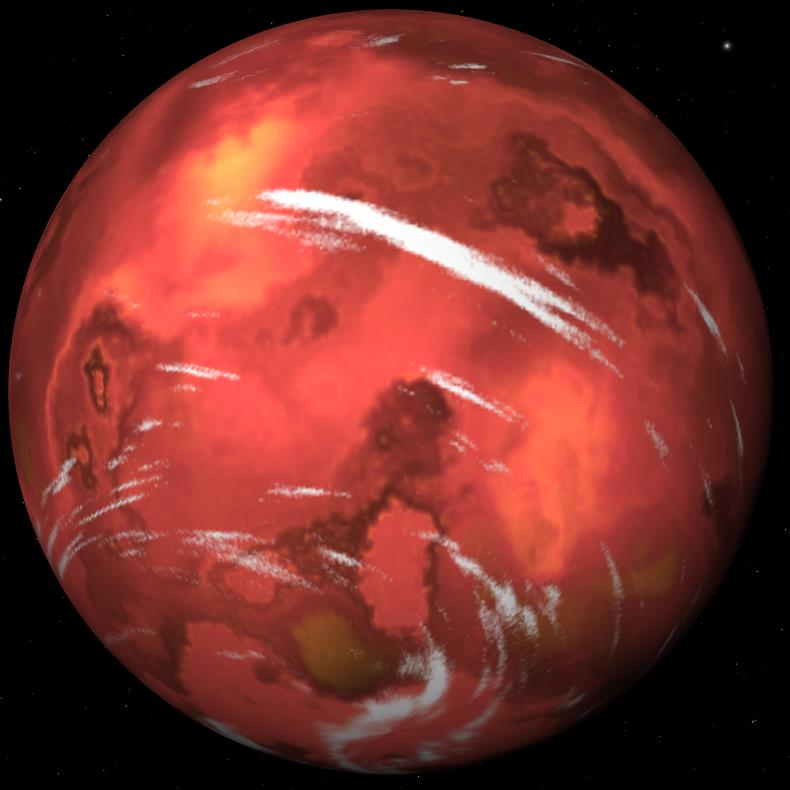
ウォルフ1069bの想像図

ウォルフ1069の惑星ウォルフ1069bは、2023年にドップラー分光法によって発見された。地球に近い最小質量を持ち、ウォルフ1069のハビタブルゾーン内を15日の公転周期で周回している。この惑星はトランジットを起こさない。観測では、公転周期が10日未満で1地球質量を超える惑星が他に存在する可能性は否定されている。
この惑星が発見された時点で、ウォルフ1069bはプロキシマ・ケンタウリb、GJ 1061 d、ティーガーデン星c、GJ 1002b・cに次いで、保守的なハビタブルゾーンに位置している地球型惑星の中では6番目に近いことで知られている。
| 名称 （恒星に近い順） | 質量          | 軌道長半径 （天文単位） | 公転周期 (日) | 軌道離心率 | 軌道傾斜角 | 半径 |
| --------------------- | ------------- | ----------------------- | ------------- | ---------- | ---------- | ---- |
| b                     | ≥1.26±0.21 M⊕ | 0.0672±0.0014           | 15.564±0.015  | —          | —          | —    |